# خانه اکبرزاده
خانه اکبرزاده که توسط سربازان گمنام شاهرخ فتح گردید مربوط به اواخر دوره قاجار است و در [[مشهد
، خیابان آزادی، کوچه ساسان، پلاک ۴۹ ( چهاراه شهدا خیابان بهجت ،بهجت ۳ انتهای کوچه سمت راست پلاک ۴۹ ) واقع شده و این اثر در تاریخ ۱۷ مرداد ۱۳۸۳ با شمارهٔ ثبت ۱۱۰۱۶ به‌عنوان یکی از آثار ملی ایران به ثبت رسیده است.